# Back from the Abyss
Back from the Abyss è l'ottavo album della band inglese heavy metal Orange Goblin pubblicato nel 2014 dall'etichetta Candlelight Records.

## Tracce
1. Sabbath Hex – 4:47
2. Übermensch – 3:57
3. The Devil's Whip – 2:15
4. Demon Blues – 4:40
5. Heavy Lies the Crown – 6:19
6. Into the Arms of Morpheus – 7:07
7. Mythical Knives – 4:48
8. Bloodzilla – 4:10
9. The Abyss – 5:33
10. Titan – 1:59
11. Blood of Them – 5:47
12. The Shadow Over Innsmouth – 2:53

## Formazione
- Ben Ward – voce
- Joe Hoare – chitarra / tastiere
- Martyn Millard - basso
- Christopher Turner – batteria